# سكالسيا مسوقة

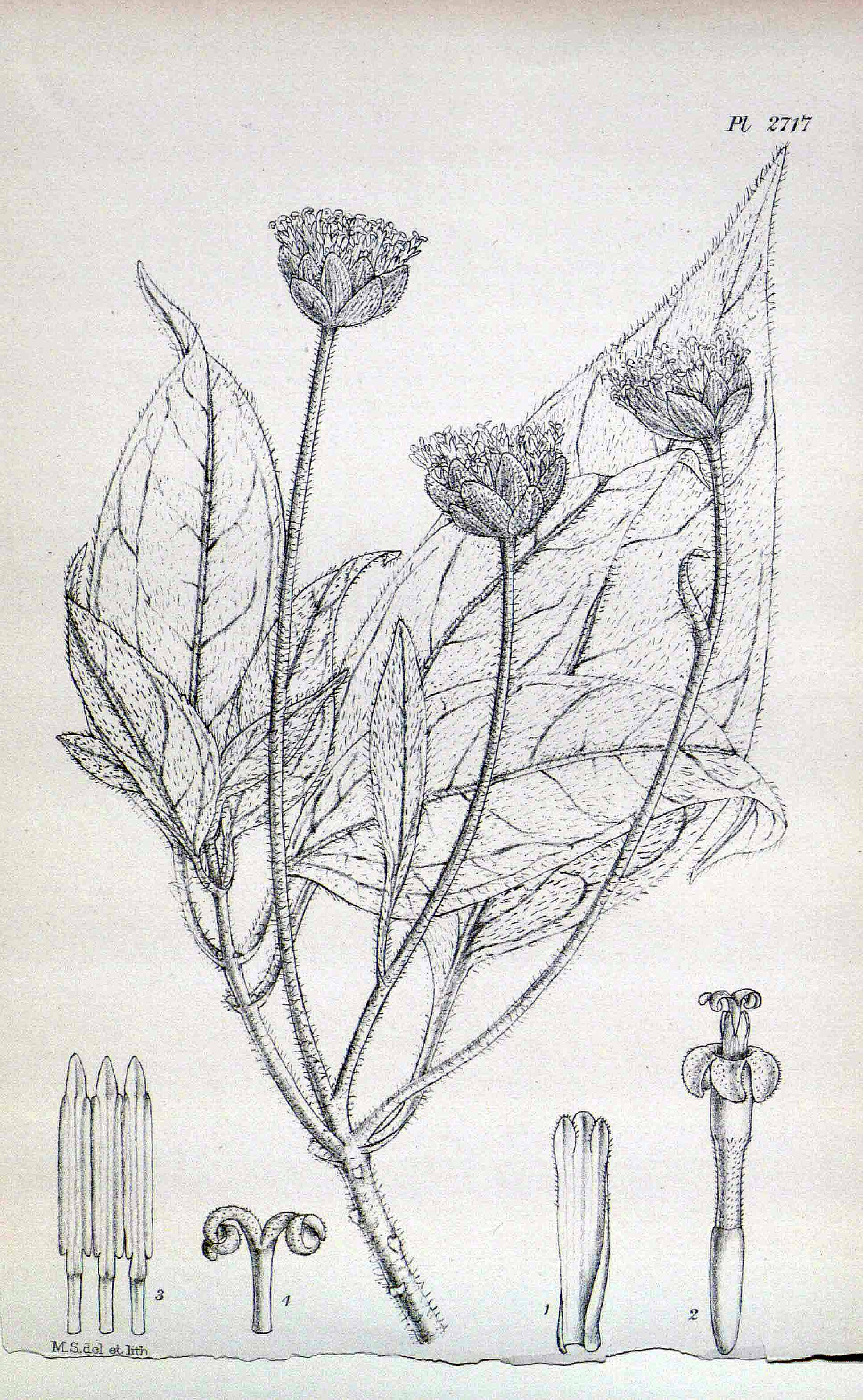
Scalesia pedunculata
by Matilda Smith

سكالسيا مسوقة (الاسم العلمي:Scalesia pedunculata) هي نوع من النباتات تتبع جنس السكالسيا من الفصيلة النجمية.

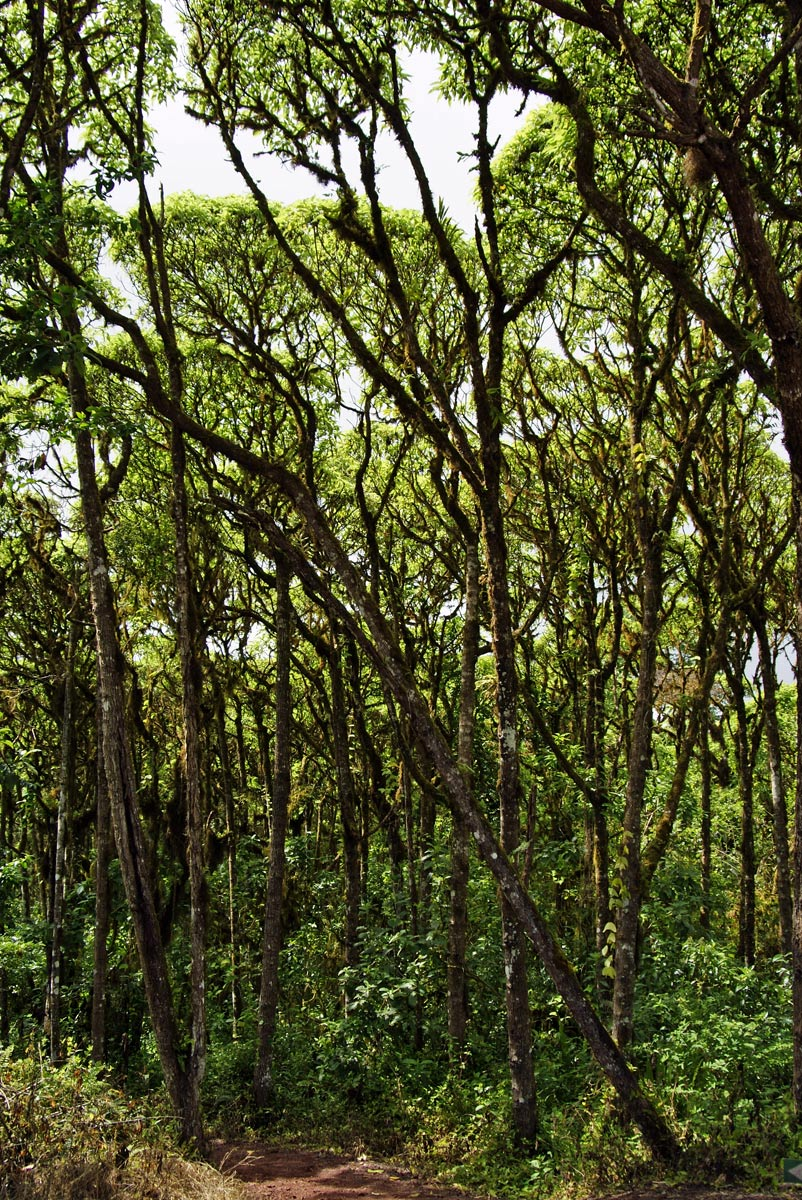
Scalesia pedunculata on Santa Cruz Island - Dallas Krentzel
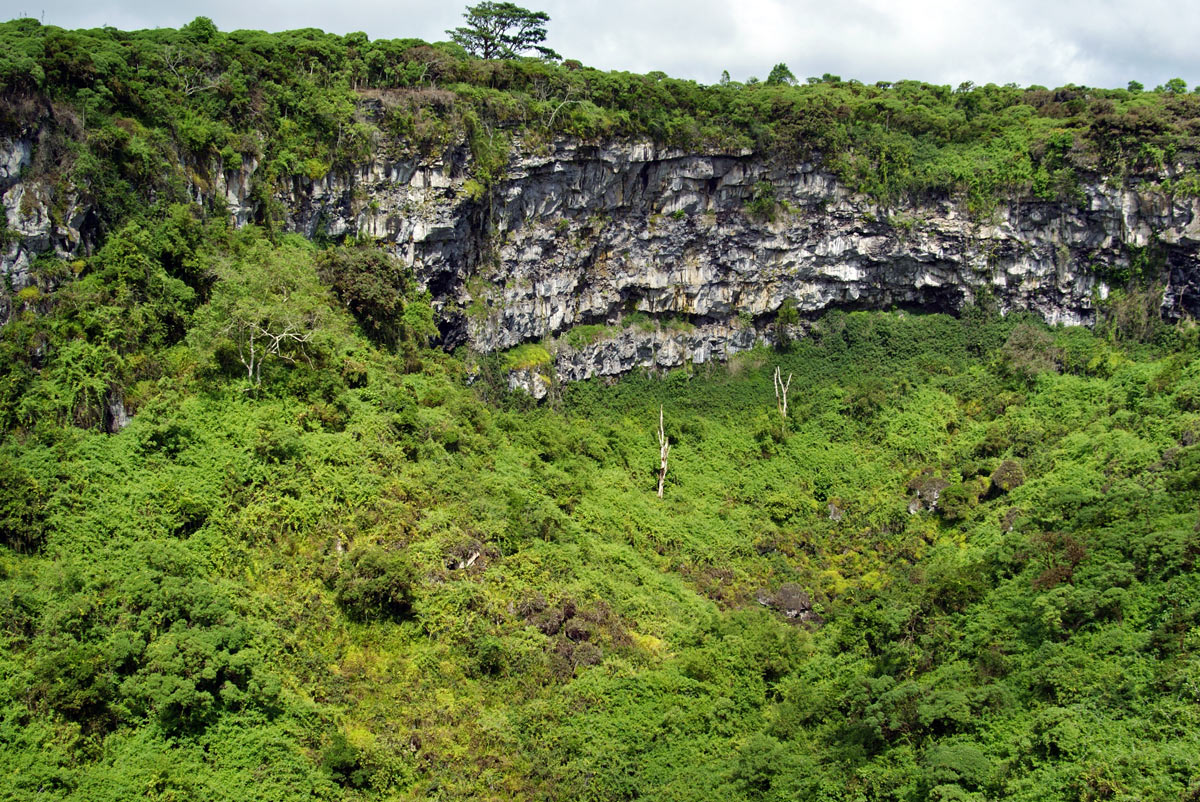
Scalesia pedunculata forest around and in Los Gemelos sinkhole - Dallas Krentzel